# Descriptio puellae
Descriptio puellae (del latín "descripción de la joven" o "descripción de la dama") es un tópico literario que consiste en hacer una enumeración gradual, habitualmente en orden descendente, de las características de una doncella, normalmente dotándola de rasgos sumamente idealizados, de modo que la hermosura de la dama puede llegar a sublimarse y convertirse en símbolo de una belleza que eleva espiritualmente. Es un tópico muy antiguo ya presente en la Biblia (en el Cantar de los cantares) y especialmente explotado en la literatura medieval y en la renacentista. Continuará durante el Barroco de la mano de poetas como Luis de Góngora o Lope de Vega, entre otros autores.

## Renacimiento español

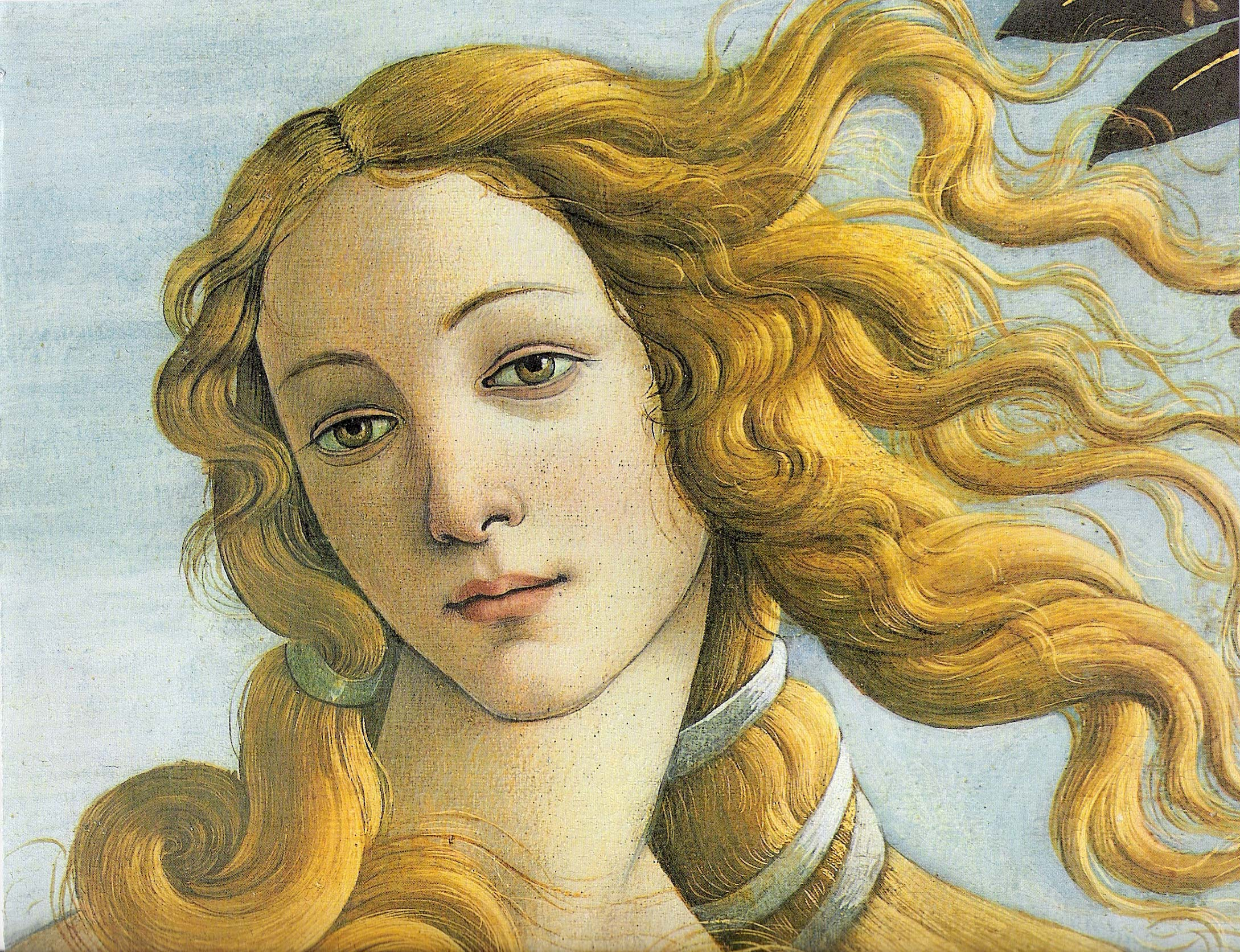
El nacimiento de Venus, de Botticelli, ejemplo de belleza petrarquista

Durante el Renacimiento, la descripción de la amada seguía habitualmente el canon de belleza petrarquista, que encontramos también en la pintura de la época: larga cabellera rubia, frente ancha y despejada, ojos claros y mirada serena, labios rojos, piel clara. En la literatura era habitual el uso de imágenes visuales y plásticas para reforzar esta descripción (oro para los cabellos, joyas y piedras preciosas para los ojos y los labios, nieve y marfil para el color de la piel...), enlazando así con otro tópico renacentista, Ut pictura poesis.
Este ideal de belleza, que pasará a formar parte de la poesía española fundamentalmente a través de los versos de Juan Boscán y Garcilaso de la Vega, aparecerá con frecuencia en la poesía del Renacimiento español, de la mano de diversos autores que utilizarán la descriptio puellae para retratar a las damas de sus poemas.

## Ejemplos
- Garcilaso de la Vega utiliza la descriptio puellae en varios de sus sonetos, como el XIII o, más claramente, el XXIII:

En tanto que de rosa y azucena

se muestra la color en vuestro gesto,

y que vuestro mirar ardiente, honesto,

enciende al corazón y lo refrena;

    y en tanto que el cabello, que en la vena

del oro se escogió, con vuelo presto

por el hermoso cuello blanco, enhiesto,

el viento mueve, esparce y desordena;

    coged de vuestra alegre primavera

el dulce fruto, antes que el tiempo airado

cubra de nieve la hermosa cumbre.

    Marchitará la rosa el viento helado,

todo lo mudará la edad ligera

por no hacer mudanza en su costumbre.

Garcilaso de la Vega

- Fernando de Herrera hace uso de este tipo de descripción en su soneto XXXIII:

Ardientes hebras, do s' ilustra el oro,

de celestial ambrosía rociädo,	
	
tanto mi gloria sois y mi cuidado,
		
cuanto sois del Amor mayor tesoro.

   Luzes, qu' al estrellado y alto coro
	
prestáis el bello resplandor sagrado,
	
cuanto es Amor por vos más estimado,
		
tanto umilmente os onro más y adoro.

   Purpúreas rosas, perlas d' Oriente,
	
marfil terso, y angélica armonía,
	
cuanto os contemplo, tanto en vos m' inflamo;

   y cuanta pena l' alma por vos siente,
	
tanto es mayor valor y gloria mía;

y tanto os temo, cuanto más os amo.

Fernando de Herrera

- Encontramos otro ejemplo en el soneto XXXI de Luis de Góngora:

Mientras por competir con tu cabello,

oro bruñido el Sol relumbra en vano,
	
mientras con menosprecio en medio el llano
	
mira tu blanca frente el lilio bello;

  mientras a cada labio, por cogello,

siguen más ojos que al clavel temprano,
	
y mientras triunfa con desdén lozano
	
del luciente cristal tu gentil cuello;

  goza cuello, cabello, labio y frente,
	
antes que lo que fue en tu edad dorada

oro, lilio, clavel, cristal luciente,

  no solo en plata o viola truncada

se vuelva, mas tú y ello juntamente
	
en tierra, en humo, en polvo, en sombra, en nada.

Luis de Góngora

- Un claro ejemplo de descriptio pullae en un soneto de Lope de Vega:

No queda más lustroso y cristalino

por altas sierras el arroyo helado,
	
ni está más negro el ébano labrado,
	
ni más azul la flor del verde lino.

  Más rubio el oro que de Oriente vino,

ni más puro lascivo y regalado

espira olor el ámbar estimado,
	
ni está en la concha el carmesí más fino.

  Que frente, cejas, ojos y cabellos,

aliento y boca de mi Ninfa bella,

angélica figura en vista humana.

  Que puesto que ella se parece a ellos,
	
vivos están allí, muertos sin ella,

cristal, ébano, lino, oro, ámbar, grana.

Lope de Vega